# Ladeverfahren
Als Ladeverfahren werden die verschiedenen Strategien der Steuerung von Strom und Spannung beim Aufladen von Akkumulatoren bezeichnet. Ladeverfahren haben zum Ziel, den Akku innerhalb seiner Betriebsgrenzen vollständig aufzuladen. Daneben existieren abhängig von Akkutyp und Ladetechnik verschiedene Möglichkeiten für die Akkupflege und den Erhalt des Ladezustandes. Das Ladeverfahren und seine Umsetzung haben erheblichen Einfluss auf die Leistungsfähigkeit und die Lebensdauer eines Akkumulators.
Die zur Steuerung der Ladung verwendeten Baugruppen, häufig integrierte Schaltungen, nennt man Laderegler. Sie existieren als externe Ladegeräte oder sind im akkubetriebenen Gerät fest eingebaut. In Kraftfahrzeugen befinden sie sich an der Lichtmaschine. In komplexen Systemen sind Laderegler Teil des Batteriemanagementsystems.
Bei der Angabe des Ladestroms bedient man sich des C-Faktors. Dieser gibt den Strom in Relation zur Nennkapazität an.

## Konstantstrom-Ladeverfahren

Ladung mit Konstantstrom I_{K}

Die Akkumulatoren werden dabei mit einem über die gesamte Ladezeit konstanten Strom IK geladen. Um eine Überladung zu vermeiden, muss ein geeignetes Verfahren zur Abschaltung bei Vollladung angewendet werden.
Im einfachsten Fall wird nach Ablauf einer festen Zeit abgeschaltet oder auf Erhaltungsladung umgeschaltet. Die einzuhaltende Ladezeit t für vollständig entladene Akkus ergibt sich aus dem Quotienten aus Kapazität des Akkumulators Q und dem Ladestrom IK, multipliziert mit einem Faktor c zur Berücksichtigung des Ladewirkungsgrades.
{\displaystyle t=c\cdot {\frac {Q}{I_{\text{K}}}}}
Beispielsweise wird für Nickel-Cadmium-Akkumulatoren üblicherweise {\displaystyle c=1{,}4} gewählt. Zulässig ist diese einfache Art der Beendung des Ladens nur für kleine Ladeströme von maximal C/10. Für höhere Ladeströme besteht die Gefahr, den Akkumulator bei Überladung durch die dann auftretende Erwärmung und den Druckanstieg dauerhaft zu schädigen.
Diese in einfachen Ladegeräten angewandte Methode der langsamen 14-stündigen Ladung mit C/10 war lange Zeit das einzige einfach zu realisierende Ladeverfahren, ist jedoch heute nicht mehr Stand der Technik. Das gilt insbesondere für NiMH-Akkumulatoren, die gegenüber Überladung sehr empfindlich sind. Bei einer Erwärmung auf mehr als 40 °C verringert sich irreversibel ihre Ladekapazität.

## Pulsladeverfahren

Ladung mit Stromimpulsen der Stärke I_{I}

Dieses Verfahren ist ein Sonderfall des Konstantstromladens, da mit Pulsen von konstantem Strom geladen wird. Vorteile dabei sind:
- Die Ladespannung kann in den stromlosen Pausen zwischen den Pulsen gemessen werden, dadurch tritt keine Verfälschung des Messergebnisses infolge Übergangs- und Leitungswiderständen auf.
- Durch Variation des Puls-/Pausenverhältnisses im Rahmen einer Pulsweitenmodulation (PWM) können auf einfache Art verschiedene Phasen des Ladens realisiert werden, ohne den konstanten Ladestrom während der Pulse ändern zu müssen. Das kann am Beginn der Ladung zur Prüfung des angeschlossenen Akkus eingesetzt werden und nach Ladeende zur Realisation einer Erhaltungsladung dienen. Die Erhaltungsladung wird in Form von kurzen Strompulsen mit langen Pausen durchgeführt und ist gegenüber der Dauerladung mit geringem Strom vorteilhaft, da die Gefahr des Dendritenwachstums reduziert wird, das zum inneren Kurzschluss des Akkumulators führen kann.

## Rückstromladen bzw. Reflexladen
Pulsladeverfahren, bei dem zwischen den einzelnen Stromimpulsen kurze Entladestromimpulse eingeschoben werden.

## Konstantspannungs-Ladeverfahren
Bei diesem Verfahren wird die Ladespannung UL über die Zeitdauer tL konstant gehalten. Bei fortschreitender Aufladung sinkt der Ladestrom. Idealisiert würde der Ladestrom bis auf Null sinken, in der Praxis fließt ein von der Akkukapazität abhängiger Reststrom zum Ausgleich der Selbstentladung.
Einsatz:
- Bleiakkumulator
- Lithium-Ionen-Akku
- RAM-Zellen (Rechargeable Alkaline Mangan Cell)

## IU-Ladeverfahren (CCCV)
Das IU-Ladeverfahren, die Abkürzung steht im Deutschen für den Strom I und die Spannung U, auch als CCCV für englisch constant current constant voltage bezeichnet, verbindet das Konstantstrom- mit dem Konstantspannungs-Ladeverfahren. In der ersten Phase der Ladung wird mit einem konstanten, durch das Ladegerät begrenzten Strom geladen. Gegenüber dem reinen Konstantspannungs-Ladeverfahren wird so eine Begrenzung des sonst hohen Anfangsladestroms bewirkt. Bei Erreichen der gewählten Ladeschlussspannung am Akku wird von Strom- auf Spannungsregelung umgeschaltet und in der zweiten Ladephase mit konstanter Spannung weiter geladen, dabei sinkt mit zunehmendem Ladestand des Akkumulators der Ladestrom selbsttätig ab. Als Kriterium für das Beenden der Ladung kann bei Blei- und Li-Ionen-Akkus das Unterschreiten eines gewählten minimalen Ladestroms herangezogen werden.
Einsatz:
- Bleiakkumulator
- Lithium-Ionen-Akku
- Lithium-Polymer-Akku
- Nickel-Zink-Akkumulator

## IUoU-Ladeverfahren
Ladegeräte mit IUoU-Kennlinie arbeiten wie die zuvor beschriebenen IU-(CCCV)-Geräte mit einer Phase mit konstanten Strom und anschließend eine Phase mit konstanter Überspannung Uo (over-voltage). Danach schalten sie jedoch zusätzlich auf Erhaltungsladung. Die Erhaltungsladung (oft gepulst sowie temperaturüberwacht) wirkt der Selbstentladung des Akkumulators entgegen.
Ladegeräte mit dieser Kennlinie sind geeignet, dauerhaft Bleiakkumulatoren zu laden.

## IUIa-Ladeverfahren
Ladegeräte mit IUIa-Kennlinie arbeiten wie die zuvor beschriebenen IU-(CCCV)-Geräte, bei Unterschreiten eines bestimmten Ladestromes wird dann jedoch bis zur Vollaufladung wieder mit einem geringeren Konstantstrom (Ia-Teil) geladen. Dieses Verfahren wird z. B. bei Traktionsbatterien (Blei) eingesetzt. Es erreicht Ladezeiten von unter zehn Stunden, die im Schichtbetrieb nötig sind. Durch die verstärkte Gasung ist das Verfahren nur für Batterien mit Wassernachfüllsystem geeignet. Bedingt durch das verstärkte Gasen kann Aktivmasse der Bleiplatten abgetragen werden und die Lebensdauer oder Kapazität sinken.

## Lithium-Ionen-Akkumulator
Was alle Lithium-Ionen-Akkumulatoren gemein haben, sind die Ziele von optimalen Ladevorgängen: effiziente Energiezufuhr bei Gewährleistung der Betriebssicherheit und einer möglichst lange Nutzungsdauer (ohne Leistungseinbußen). Diese Ziele erfordern neben der Kombination Konstantstromladung–Konstantspannungsladung auch die Berücksichtigung eines möglichen tiefen Entladezustandes. Liegt die Klemmenspannung zu Beginn des Ladevorgangs nahe der Entladeschlussspannung, kann der Akkumulator durch den vollen Ladestrom überhitzen. Angepasste Laderegler messen aus diesem Grund zu Beginn die Leerlaufspannung oder steigern den Ladestrom bis zum vorgesehenen Maximalwert.
Da eine tiefe Entladung auch die Lebensdauer beeinträchtigt, ist dieser Ladezustand zu meiden, weswegen z. B. viele modernen Mobilgeräte vorher abschalten. Für eine maximale Lebensdauer ist es sinnvoll, nicht nur die Entladetiefe, sondern auch die Ladeschlussspannung deutlich unter den vom Hersteller angegebenen Maximalwerten, also nahe der Nennspannung der Zelle, zu halten. Die obere Spannungsgrenze der Zelle sollte gemieden werden, da in dieser Zone Prozesse in den Zellen einsetzen, die sie irreversibel schädigen und eine rasche Kapazitätsabnahme bewirken. Die obere Ladespannung wird in aktuellen Anwendungen (Zellbalancing durch das BMS) beim Laden oft hoch angesetzt, da sich so die Ladezustände der Einzelzellen besser ermitteln lassen. Da beim Balancieren nur noch eine geringe Nachladung der Batterie erfolgt, kann die Ladung akkuschonend vorzeitig abgebrochen und somit diese Spannungsbereiche gemieden werden.
Bei einer seriellen Zusammenschaltung mehrerer Zellen zur Erhöhung der Spannung, bspw. in einer Traktionsbatterie, soll in einer Nachladephase durch Balancer ein einheitliches Spannungsniveau der Zellen gesichert und der unvermeidlichen Zelldrift begegnet werden.
Zu vermeiden ist dabei die Nutzung höherer Ladeströme, als die Balancer ausgleichen können. Dadurch steigt trotz Balancierung die Zellspannung weiter an und es kommt entweder zu einem Abschalten an einer oberen Spannungsgrenze ohne vollständiges Balancieren aller Zellen, oder zu einer Überladung einzelner Zellen.

## Abschaltkriterien

### Spannungskriterium: das −ΔU-Verfahren

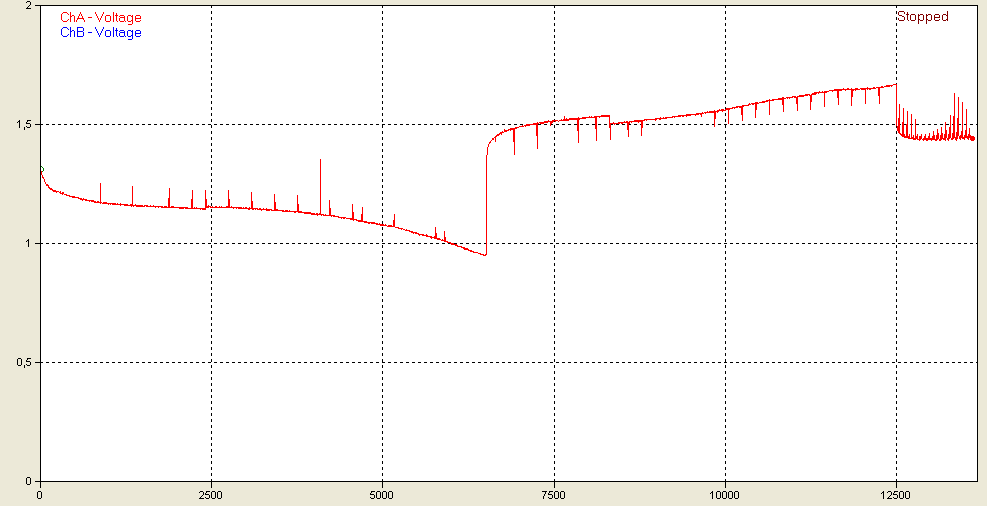
Spannungsverlauf einer Entladung und Ladung eines 800-mAh-NiCd-Akkus (Zeitangabe in Sekunden)

Moderne Laderegler überwachen den Spannungsverlauf am Akku während des Ladens. Mit zunehmender Aufladung sinkt der differentielle Widerstand des Akkumulators, die an ihm abfallende Spannung (Quellenspannung) steigt jedoch. Bei Erreichen der Vollladung kann die zugeführte Energie nicht mehr chemisch gebunden werden, die Quellenspannung steigt nicht weiter, der Akkumulator erwärmt sich. Mit jedem Grad mehr sinkt jedoch der differenzielle Widerstand weiter, die Ladespannung sinkt nun wieder (daher: −ΔU, „Minus-Delta-U“). Das Absinken der Spannung ist bei NiCd-Akkus deutlich ausgeprägt. Bei NiMH wird das Absinken der Spannung nach einem Maximum jedoch nur bei ausreichend hohen Ladeströmen beobachtet.
Mögliche Kriterien für die Beendung des Ladens sind:
1. Das Absinken der Ladespannung nach dem Erreichen des Maximums (−ΔU- bzw. „Minus-Delta-U“-Verfahren). Üblich sind hierbei 10–20 mV pro Zelle.
2. Erreichen des Maximums der Ladespannung (Peak Voltage Detection). Der Laderegler berechnet dafür die erste Ableitung des Spannungsverlaufs. Die Abschaltung erfolgt, wenn das Maximum der Ladespannung erreicht ist mit {\displaystyle {\tfrac {\mathrm {d} U}{\mathrm {d} t}}=0}. In der Praxis lässt sich aber auch bei Geräten mit Peak Voltage Detection ein leichter Spannungsabfall feststellen. Eine exakte Erkennung einer stagnierenden Spannung ist aufgrund von geringfügigen natürlichen Spannungsschwankungen, Kontaktunsicherheiten und Messungenauigkeiten nicht möglich.
3. Beginn des Abflachens des Ladespannungverlaufs. Der Laderegler berechnet dafür die zweite Ableitung des Spannungsverlaufs. Die Abschaltung erfolgt, wenn der Wendepunkt erreicht ist mit {\displaystyle {\tfrac {\mathrm {d} ^{2}U}{\mathrm {d} t^{2}}}=0}.

Der Spannungsverlauf zeigt die Ladung eines Akkus (NiCd, 800 mAh) in einem Mikrocontroller-gesteuerten Ladegerät. Zuerst die Entladung des NiCd-Akkus, danach die Ladung bis zur −ΔU-Abschaltung und zum Schluss die Umschaltung auf Ladungserhaltung.

### Temperaturkriterium
Bei diesem Verfahren werden eine Maximaltemperatur oder der Temperaturverlauf während der Aufladung als Abschaltkriterium verwendet.
Akkumulatoren sollten in der Regel eine Temperatur von 55–60 °C nicht überschreiten. Wird diese Temperatur dennoch überschritten, kann die Zelle aufgrund der Druckerhöhung im Inneren ihre Dichtigkeit verlieren und auslaufen. Die Abschaltung der Ladung bei einer bestimmten Temperatur wird in einigen Ladegeräten als Sicherheitskriterium verwendet. Als alleiniges Abschaltkriterium ist das jedoch nicht zu empfehlen, da es wegen der indirekten Messung recht ungenau ist und sich die Temperaturentwicklungen bei NiCd- und NiMH-Akkus auch unterscheiden. Zudem beeinflusst auch die Umgebungstemperatur den Abschaltzeitpunkt.

### Zell-Innendruckkriterium
NiCd- und Nickel-Metallhydrid-Zellen können so gestaltet sein, dass es nach Erreichen der vollständigen Ladung zur Entstehung von gasförmigem Sauerstoff kommt. In der Zelle ist eine langsame Rekombination des Sauerstoffs vorgesehen, jedoch kann es bei einem Schnellladevorgang zu einem Druckaufbau in der gasdichten Zelle kommen, der als Kriterium zum Abschalten genutzt werden kann. Diese Technik wird auch als In-Cell Charge Control oder I-C3 bezeichnet.

## Ladeschlussspannung
| Akkumulatorsystem                        | Ladeschlussspannung | Anmerkung                                                               |
| ---------------------------------------- | ------------------- | ----------------------------------------------------------------------- |
| Bleiakkumulator                          | ≈ 2,42 V/Zelle      | Lade-Erhaltung 2,23 V                                                   |
| NiCd/NiMH-Akku                           | ≈ 1,45 V/Zelle      |                                                                         |
| Lithium-Cobaltdioxid-Akkumulator         | 4,20 V/Zelle        | umgangssprachlich oft unscharf als Lithium-Ionen-Akkumulator bezeichnet |
| Lithium-Polymer-Akku (LiPo)              | 4,20 V/Zelle        |                                                                         |
| Lithium-Polymer-High-Voltage-Akku (LiHV) | 4,35 V/Zelle        |                                                                         |
| Lithium-Eisenphosphat-Akku (LiFePO4)     | 3,60 V/Zelle        | maximal 3,8 Volt                                                        |
| Nickel-Zink-Akkumulator                  | ≈ 1,90 V/Zelle      |                                                                         |

Gerade bei Lithiumakkumulatoren ist eine Ladeabschaltung unterhalb dieser oberen Grenzspannungen (etwa −0,3 V) zugunsten der Lebensdauer sinnvoll. In der letzten Ladephase steigt die Zellspannung meist schneller an, die zusätzlich aufgenommene Energie ist gering.